# Nasserredine Fillali
Nasserredine Fillali (en arabe : نصر الدين فيلالي) est un boxeur algérien né le 18 janvier 1984. Il a représenté l'équipe d'Algérie aux Jeux olympiques d'été de 2004.

## Biographie
Il a participé aux Jeux olympiques d'été de 2004 pour son pays natal. Là, il a été éliminé au deuxième tour de la catégorie des poids super-légers (64 kg) par le futur médaillé de bronze bulgare Boris Georgiev.
Un an plus tôt, Fillali a remporté la médaille d'argent dans la même catégorie aux Jeux africains à Abuja, au Nigéria.

### Palmarès
- Médaillé d'argent dans la catégorie poids super-légers aux Jeux africains de 2003 à Abuja.